# 대구사월초등학교
대구사월초등학교는 대한민국 대구광역시 수성구 신매동에 있는 공립 초등학교다.

## 연혁
- 2004-11-08 대구사월초등학교 설립 계획 인가
- 2006-12-28 대구사월초등학교 설립 등록 인가
- 2007-01-17 대구사월초등학교 준공
- 2007-03-01 대구사월초등학교 병설유치원 개원(일반2, 종일1)
- 2007-03-01 대구사월초등학교 개교(25학급 710명)
- 2008-02-21 제1회 졸업식(남 53명, 여 57명, 계 110명)
- 2008-03-01 32학급 편성
- 2008-09-01 36학급 편성
- 2008-12-17 사월지혜의 샘 도서관 개관
- 2009-02-06 교내 CCTV 설치
- 2009-02-12 제2회 졸업식(남 65명, 여 88명, 계 153명)
- 2009-03-01 39학급 편성
- 2009-09-01 교원평가 선도학교
- 2010-02-11 제3회 졸업식(남 102명, 여 91명, 계 193명)
- 2010-03-02 42학급 편성
- 2011-02-16 제4회 졸업식(남 104명, 여 97명, 계 201명)
- 2011-03-02 42학급 편성
- 2011-09-01 주5일 수업제 시범 운영학교 지정
- 2012-02-17 제5회 졸업식 (남:116명, 여:88명, 계:204명)
- 2012-03-01 동부교육지원청 영재교육원 위탁운영교(2년)
- 2012-03-01 에너지절약정책 연구학교 지정(2년)
- 2012-03-02 42학급 편성
- 2013-02-15 제6회 졸업식(남:124명, 여: 99명, 계: 223명)
- 2013-03-04 42학급 편성
- 2013-03-19 학생안전보호실 설치
- 2013-11-22 2013 대구광역시교육청 주최 연구학교 박람회 참여 (에너지절약정책 연구학교)
- 2014-02-14 제7회 졸업식(남:120명, 여: 122명, 계: 242명)
- 2014-03-01 42학급 편성, 유치원(일반3,종일3),보육교실(3학급)
- 2015-02-13 제8회 졸업식(남115명, 여80명, 졸업생누계1,522명)
- 2015-03-01 42학급 편성, 유치원(일반2,종일3),보육교실(3학급)
- 2016-02-04 제9회 졸업식 (남114명, 여82명, 졸업생누계: 1,718명)
- 2016-02-29 대구사월초등학교 병설유치원 폐원
- 2016-03-01 44학급 편성, 보육교실(3학급)
- 2016-03-02 입학식 (남90명, 여96명, 계186명)
- 2017-02-17 제10회 졸업식(남 116명, 여100명, 졸업생누계: 1,934명)
- 2017-03-01 44학급 편성, 보육교실 3학급
- 2017-03-02 입학식(남 108명, 여 91명, 계 199명)
- 2018-02-09 제11회 졸업식 (남85명, 여97명, 졸업생누계: 2,116명)
- 2018-03-01 46학급 편성
- 2018-03-01 입학식 (남 95명, 여 103명 , 계198명)